# Condado de Norman
O Condado de Norman é um dos 87 condados do estado americano de Minnesota. A sede do condado é Ada, e sua maior cidade é Ada.
O condado possui uma área de 2 271 km² (dos quais 1 km² estão cobertos por água), uma população de 7 442 habitantes, e uma densidade populacional de 3 hab/km² (segundo o censo nacional de 2000). O condado foi fundado em 1881.